# Paradoxe de l'identité transmondaine
Le paradoxe de l'identité transmondaine est le deuxième de deux paradoxes tous deux connus sous le nom de paradoxe de Chisholm. Il interroge sur ce qui définit réellement l'individualité, à travers une expérience de pensée qui utilise l'hypothèse de l'existence de mondes multiples.

## Description du paradoxe
Soit deux individus Platon et Socrate, la différence entre les deux peut se décrire par une liste très grande de toutes petites différences individuelle P1 à Pn entre les deux.
On peut ainsi poser que Socrate est Platon plus cet ensemble des différences P1 à Pn entre les deux.

On peut maintenant imaginer une série de mondes possibles M1 à Mn où Platon acquiert successivement une à une l'ensemble des propriétés spécifiques à Socrate.
- Si l'on prend directement le monde Mn, d'après ce que nous avons vu précédemment l'individu qui y est présent est Socrate et non plus Platon, puisqu'il possède maintenant toutes les propriétés qui le rendent réellement identique à Socrate.
- Toutefois si l'on prend deux mondes successifs dans la série, la différence minime qui existe entre les deux individus n'autorise pas à dire qu'il s'agit de quelqu'un de différent. Si Platon demain maigrit, commence à porter des lunettes, ou bien change un seul de ses traits de caractères, il est toujours Platon, et la différence ne l'a pas transformé en une autre personne. Et la différence entre les deux individus de deux mondes successifs est de ce type, pas suffisamment significative seule pour changer la nature de l'individu, Platon reste Platon d'un monde à l'autre. Et donc par transitivité, on arrive à la conclusion inverse, que l'individu du monde Mn est toujours Platon, et non pas Socrate.

## Formulation et origine
Ce paradoxe a été formulé sous cette forme en 1967 par Chisholm. Toutefois, la problématique philosophique à laquelle il se rattache sur la validité de la conservation de l'identité d'un individu à travers des différences mineures est beaucoup plus ancienne.
Le paradoxe sorite peut aussi être considéré comme une variante de ce paradoxe.